# 灣內
灣內，是臺灣嘉義縣六腳鄉的一個傳統地域名稱，位於該鄉東南部。相較於今日行政區，其範圍大致包括灣北村不含西北部邊界地帶及西部邊界中段、灣南村不含東北部凸出部分的最東端及東部中段凸出部分的東半部、雙涵村東南端、蒜頭村東北端、蒜東村東北端凸出部分東半側、工廠村東北部，另外還包括新港鄉安和村的南部邊界地帶中東段，以及太保市田尾里的西端及西南端。
灣內地區大部分位於朴子溪南岸。

## 歷史
台灣清治末期至日治初期，灣內地區為一街庄，稱為「灣內庄」，隸屬於大槺榔西堡。該庄北與番婆庄為鄰，東北邊一小段與溪北庄為界，東與溪南庄、田尾庄、新埤庄為鄰，南邊東段為東勢藔庄，南邊中西段及西邊中南段為蒜頭庄，西邊北段為雙涵庄。
1901年（日治明治三十四年）11月，全台設置二十廳，該庄隸屬於嘉義廳。1909年（明治四十二年）10月，合併二十廳為十二廳，該庄隸屬不變。1920年（大正九年），廢十二廳改設五州二廳，該庄改制為「灣內」大字，隸屬於臺南州東石郡六腳庄。
戰後六腳庄改制為六腳鄉，隸屬於臺南縣，大字亦改制為村。1950年雲、嘉、南分治，灣內隨六腳鄉改隸屬於嘉義縣。

## 宗教
- 公舘娘媽堂: 位於灣南村灣內8號，創建於清嘉慶八年（1803年），主祀娘媽，屬有應公信仰。清光緒年間，附近地區連遭幾次牛瘟，居民每次求助娘媽，都獲靈驗驅逐疫病，居民的信奉遂深，祀堂的規模也發展成一中型廟宇，神格也升格為角頭神明。每逢祭典，善信除隆重祭祀，更有長達半個月以上的野台戲酬謝娘媽演出。[3]
- 鳳山宮: 位於灣北村灣內191號，創建於清道光十五年（1835年），主祀武德尊侯（沈世紀），又稱相公，是陳姓之祖佛，據傳是先民自福建泉州南安縣十八都鳳山頭來臺開墾時所攜帶的保護神。原奉祀於民宅，清朝道光十五年（1835）在地方士紳陳總鎮、陳烏番等發起鳩金創立廟宇於現址，取名鳳山宮。[4]

## 交通
省道台37線即「高鐵橋下嘉義段道路」，是新港埤頭至鹿草後寮的幹道，大致以縱向經過灣內地區東北端，向北可前往大客、潭子墘、埤頭並止於縣道164號（縣道159號共線路段）路口，向南可前往田尾、高鐵嘉義站（太保）、茄苳腳、後寮並止於縣道167號路口。

## 學校
- 灣內國小